# XXXXVI. Armeekorps
XXXXVI. Armeekorps var en tysk armékår under andra världskriget. Den ombildades till XXXXVI. Panzerkorps den 14 juni 1942.

## Barbarossa
Kåren tillhörde Panzergruppe 2 som utgjorde den ena av armégrupp Mittes pansargrupper.

### Organisation
Kårens organisation den 27 juni 1941:
- SS-Division (mot) Reich
- 10. Panzer-Division
- Infanterie-Regiment Großdeutschland

## Moskva
Kåren deltog i det slutgiltiga anfallet mot Moskva fortfarande tillhörande Panzergruppe 2.

### Organisation
Kårens organisation den 2 oktober 1941:
- 5. Panzer-Division
- 11. Panzer-Division
- 252. Infanterie-Division

## Befälhavare
Kårens befälhavare:
- General der Panzertruppen Heinrich von Vietinghoff   (1 november 1940 - 10 juni 1942)